# 豐永常代
豐永常代（1894年5月21日—2008年2月22日），日本长寿人物，是世界第五長壽的人跟日本最長壽女性，出生於高知縣安藝郡。
她出生後兩個月零四天，中日甲午戰爭因豐島海戰爆發，她也是中日甲午戰爭開打時最後一個活著的日本人。
2007年8月19日，中野希津去世，知念以113岁90天之齡成為日本在世最年長者。2008年2月22日下午4時15分豐永常代因自然衰老逝世，终年113岁277天。
| 前任： 中野希津 | 日本最長壽者 · 2007年8月19日－2008年2月22日 | 繼任： 山中賀久 |